# 洪山镇 (太和县)
洪山镇，是中华人民共和国安徽省阜阳市太和县下辖的一个乡镇级行政单位。

## 行政区划
洪山镇下辖以下地区：
洪山村、闫洼村、马湾村、刘古同村、蒲集村、大李村、高老家村、刘沟村、王集村、大刘村、五里村、毛集村和张册村。